# Кузовлев, Мирон Ефимович
Мирон Ефимович Кузовлев (1923—1967) — советский военнослужащий. Участник Великой Отечественной войны. Герой Советского Союза (1945). Гвардии старшина.

## Биография
Мирон Ефимович Кузовлев родился 23 августа 1923 года в деревне Лубодёрна Туринского уезда Тюменской губернии РСФСР СССР (ныне Гаринский район Свердловской области Российской Федерации) в крестьянской семье. Русский. Отец Мирона Ефимовича умер рано, оставив на руках своей жены Татьяны Нестеровны пятерых детей.
Вскоре после смерти главы семьи Кузовлевы переехали в соседнюю деревню Кошмаки, где Мирон Ефимович окончил 4 класса начальной школы. В 1937 году за призывы к крестьянам не вступать в колхозы и активную религиозную деятельность была арестована и в том же году расстреляна его мать. Мирон Ефимович вынужден был покинуть Кошмаки и переехать в деревню Креж, где в 1938 году вступил в колхоз. Но и в Креже он долго не задержался. В 1940 году Кузовлев перебрался в село Филькино. Работал лесорубом Черноярского лесоучастка. Вступил в комсомол. В апреле 1941 года устроился коновозчиком в транспортную контору Серовского торга.
В ряды Рабоче-крестьянской Красной Армии М. Е. Кузовлев был призван Серовским районным военкоматом 1 февраля 1942 года. В боях с немецко-фашистскими захватчиками красноармеец Кузовлев с марта 1942 года на Брянском фронте. Воевал под Мценском, затем на Западном фронте участвовал в сражениях Ржевской битвы в районе Вязьмы. Был дважды ранен. После второго ранения окончил школу младших командиров. Летом 1943 года сержант М. Е. Кузовлев был направлен на Северо-Западный фронт, где его определили на должность командира отделения 1-й роты автоматчиков 63-го гвардейского стрелкового полка 23-й гвардейской стрелковой дивизии 1-й ударной армии. До января 1944 года дивизия вела позиционные бои под Старой Руссой. Зимой 1944 года Мирон Ефимович участвовал в операциях 2-го Прибалтийского и Волховского фронтов, проведённых в рамках Ленинградско-Новгородской стратегической операции. При прорыве вражеской обороны у деревни Григоркино гвардии сержант Кузовлев со своим отделением первым ворвался во вражеские траншеи и выбил противника с занимаемых рубежей, за что был награждён своей первой боевой наградой — медалью «За отвагу». Затем до лета 1944 года он сражался на линии немецкой обороны «Пантера».
До начала летнего наступления 1944 года гвардии сержант Кузовлев успел отличиться ещё раз. Перед началом Псковско-Островской операции командование постоянно требовало разведданных, и группы разведчики почти еженощно на различных участках фронта совершали вылазки за «языками». В одной из таких операций отличился и Мирон Ефимович. Ночью 2 июля 1944 года разведчики захватили в плен немецкого обер-ефрейтора. Гвардии сержант Кузовлев прикрыл отход группы захвата, дав возможность ей благополучно достичь своих позиций. 7 июля 1944 года 1-я ударная армия была передана 3-му Прибалтийскому фронту. 16 июля 1944 года 63-й гвардейский стрелковый полк прорвал линию обороны «Пантера» у села Бабины Пушкиногорского района Ленинградской области, и развив наступление, освободил 55 населённых пунктов, в том числе город Остров, уничтожив во время операции до 1500 солдат и офицеров противника.
В ходе Псковско-Островской операции войска 3-го Прибалтийского фронта вышли к новому оборонительному рубежу немцев — линии «Мариенбург». Прорвав оборону противника 10 августа 1944 года советские войска начали освобождение Эстонии. Во время Тартуской операции отделение гвардии сержанта М. Е. Кузовлева неоднократно демонстрировало образцы мужества и стойкости при отражении контратак превосходящих сил противника, за что Мирон Ефимович был награждён двумя медалями «За отвагу».
В результате успешного наступления в Эстонии передовые отряды 23-й гвардейской стрелковой дивизии к 18 сентября 1944 года вышли к немецкому оборонительному рубежу «Валга» в районе одноимённого латышского города. Гвардии сержант М. Е. Кузовлев со своим отделением находился в головном дозоре, когда наткнулся на группу противника численностью до 150 человек. Несмотря на многократное превосходство немцев, Мирон Ефимович решил дать им бой. Его бойцы, заняв удобную позицию, подпустили немцев на убойную дистанцию и открыли шквальный автоматный огонь. Немцы в панике бежали, бросив на поле боя 14 убитых и раненых солдат. Успешно отделение Кузовлева действовало и при прорыве сильно укреплённых рубежей немецкой обороны «Цесис» и «Сигулда» в ходе Рижской операции. Во время одного из боёв выбыл из строя командир взвода и Мирон Ефимович принял командование взводом на себя. Под его руководством взвод прорвал внешний оборонительный обвод Риги и завязал уличные бои на окраине города. 13 октября 1944 года столица Латвийской ССР была освобождена.
До середины декабря 1944 года 23-я гвардейская стрелковая дивизия участвовала в блокаде курляндской группировки противника. Затем дивизию включили в состав 3-й ударной армии и перебросили на 1-й Белорусский фронт. С 17 января 1945 года гвардии сержант Кузовлев участвовал в Варшавско-Познанской и Восточно-Померанской операциях. На подступах к городу Ландек 5 февраля 1945 года выбыл из строя командир взвода и его обязанности взял на себя гвардии сержант Кузовлев. Под его руководством взвод первым ворвался на окраину города. Бойцы Кузовлева с боем взяли три каменных здания, превращённые немцами в опорные пункты обороны, и удержали их до подхода основных сил полка, отразив несколько контратак противника. Показавший себя грамотным младшим командиром гвардии сержант М. Е. Кузовлев получил внеочередное звание старшины и так и остался на должности взводного. Особо отличился Мирон Ефимович во время Берлинской операции.
В 4 часа утра 16 апреля 1945 года под прикрытием артиллерийской подготовки подразделения 23-й стрелковой дивизии перешли в наступление с Кюстринского плацдарма в районе населённого пункта Киниц (Kienitz). Следуя непосредственно за огненным валом, первым немецких позиций достиг взвод гвардии старшины Кузовлева. В траншеях в этот момент от огня артиллерии пряталось более взвода немецких солдат, но численное превосходство противника не смутило гвардейцев. Сходу уничтожив гранатой пулемётную точку, Мирон Ефимович со своими бойцами ворвался в немецкие траншеи и в ожесточённой рукопашной схватке овладел ими, уничтожив при этом до 50 немецких солдат и офицеров и ещё 30 взяв в плен. Развивая наступление, передовые отряды 63-го гвардейского стрелкового полка ворвались в Панков — северо-восточный район Большого Берлина. Перед штурмовой группой, которой командовал гвардии старшина Кузовлев, была поставлена задача очистить от противника одно из двух сильно укреплённых зданий, превращённых немцами в опорные пункты обороны. Противник, вооружённый автоматами, пулемётами и фаустпатронами, простреливал все подходы к зданиям, не давая возможности приблизиться ни пехоте, ни бронетехнике. Группа Кузовлева через дворы соседних домов сумела незаметно подобраться к зданию, и проникнув через окна первого этажа внутрь, завязала бой с засевшими там немецкими солдатами. Очищая помещение за помещением, бойцы Кузовлева сломили сопротивление врага, уничтожив в ходе боя до 25 солдат противника. Ещё 40 военнослужащих вермахта сдались в плен. В это время другая штурмовая группа вела зачистку соседнего дома. На помощь оборонявшемуся там противнику подошли несколько танков и самоходных артиллерийских установок. Заметив это, гвардии старшина Кузовлев двумя точными выстрелами из трофейных гранатомётов подбил две САУ, вынудив остальные машины спешно отступить. Вскоре последние очаги сопротивления неприятеля были подавлены. В ходе дальнейших боёв в Берлине Мирон Ефимович участвовал в штурме вокзала Шенхольц и станции Штеттинер. За образцовое выполнение боевых заданий командования на фронте борьбы с немецкими захватчиками и проявленные при этом отвагу и геройство указом Президиума Верховного Совета СССР от 31 мая 1945 года гвардии старшине Кузовлеву Мирону Ефимовичу было присвоено звание Героя Советского Союза.
После войны М. Е. Кузовлев продолжал службу в армии до 1947 года. После демобилизации он некоторое время жил в Ейске, работал директором молокозавода. Затем переехал в Саратов, где в 1950 году окончил двухгодичную школу милиции. Сначала служил в Саратове, а в 1952 году был переведён в Южно-Сахалинск на должность старшего оперуполномоченного ОБХСС областного управления внутренних дел. В 1960 году по состоянию здоровья Мирон Ефимович вышел на пенсию и вернулся в Саратов. Последние годы жизни он тяжело болел. Врачи диагностировали у него рак позвоночника.
Мирон Ефимович умер16 апреля 1967 года в результате тяжёлой болезни. Похоронен на Воскресенском кладбище Саратова.

## Награды
- Медаль «Золотая Звезда» (31.05.1945);
- орден Ленина (31.05.1945);
- орден Красной Звезды (20.10.1944);
- орден Славы 2-й степени (12.03.1945);
- орден Славы 3-й степени (20.10.1944).
- Медали, в том числе:

медаль «За отвагу» — трижды (12.04.1944; 28.08.1944; 09.09.1944);
медаль «За боевые заслуги» (03.07.1944);
медаль «За победу над Германией в Великой Отечественной войне 1941-1945 гг.»;
медаль «За взятие Берлина»;
медаль «За освобождение Варшавы»;
медаль «За безупречную службу» 2-й степени (1953).

## Память
- Могила М. Е. Кузовлева на Воскресенском кладбище относится к памятникам истории[9].
- В честь Героя Советского Союза М. Е. Кузовлева установлена памятная стела в парке Победы посёлка Гари Свердловской области. Его имя носит одна из улиц посёлка.

## Документы
- Общедоступный электронный банк документов «Подвиг Народа в Великой Отечественной войне 1941—1945 гг.» Дата обращения: 28 мая 2013. Архивировано из оригинала 13 марта 2012 года.

Герой Советского Союза. Дата обращения: 28 мая 2013. Архивировано 28 мая 2013 года.
Указ Президиума Верховного Совета СССР. Дата обращения: 28 мая 2013. Архивировано 28 мая 2013 года.
Список награждённых. Дата обращения: 28 мая 2013. Архивировано 28 мая 2013 года.
Орден Красной Звезды. Дата обращения: 28 мая 2013. Архивировано 28 мая 2013 года.
Орден Славы 2-й степени. Дата обращения: 28 мая 2013. Архивировано 28 мая 2013 года.
Орден Славы 3-й степени. Дата обращения: 28 мая 2013. Архивировано 28 мая 2013 года.
Медаль «За отвагу» (12.04.1944). Дата обращения: 28 мая 2013. Архивировано 28 мая 2013 года.
Медаль «За отвагу» (28.08.1944). Дата обращения: 28 мая 2013. Архивировано 28 мая 2013 года.
Медаль «За отвагу» (09.09.1944). Дата обращения: 28 мая 2013. Архивировано 28 мая 2013 года.
Медаль «За боевые заслуги». Дата обращения: 28 мая 2013. Архивировано 28 мая 2013 года.